# Diógenes de Cartago
Diógenes de Cartago (Diogenes, Διογένης) fue un general cartaginés que sucedió a Asdrúbal, nieto de Masinisa en el mando de la fortaleza y ciudad de Nefer (Neferis) que era el principal lugar para el abastecimiento de Cartago, y fue atacado allí por Escipión Africano el joven, el cual dejó encargado del combate a su lugarteniente Cayo Lelio Sapiens y marchó a Cartago. Un poco después Escipión volvió al asedio y después de 22 días la fortaleza fue conquistada. Se dice que murieron 70.000 cartagineses y que esta victoria fue la mayor de Escipión antes de la misma Cartago.